# Château Dupont
 (février 2025).
Si vous disposez d'ouvrages ou d'articles de référence ou si vous connaissez des sites web de qualité traitant du thème abordé ici, merci de compléter l'article en donnant les références utiles à sa vérifiabilité et en les liant à la section « Notes et références ».
Le château Dupont est une bastide aux allures de château située dans le quartier de Wandre de la ville belge de Liège, chemin de Rabosée 42.
Il s'agit d'une maison de campagne en forme de L avec une tour carrée au coin, construite au milieu du XIXe siècle. Il existe une ferme attenante au château, située sur la place des Fusillées.